# Maritza Bustamante
Maritza Bustamante (née Maritza Bustamante Abidar, le 26 septembre 1981 à Puerto La Cruz, Venezuela) est  une actrice vénézuélienne. Elle est la sœur de l'animateur Nelson Bustamante. Elle a participé à des telenovelas vénézuéliennes avec la société de production Venevisión.

## Carrière
En 2010, elle signe un contrat d'exclusivité avec la chaîne Telemundo. Sa première telenovela avec cette chaîne est Perro amor. La même année, elle apparaît comme antagoniste dans la telenovela El fantasma de Elena, avec Elizabeth Gutiérrez et Segundo Cernadas.
En 2012, elle participe à la telenovela Relaciones peligrosas, une nouvelle version de la série espagnole Física o Química.
En 2013, elle joue dans la telenovela Los secretos de Lucía au côté de l'acteur international Julián Gil avec qui elle a eu une relation en 2006.

## Telenovelas
- 2000 : Más que amor, frenesí : María Fernanda López Fajardo
- 2000 : Guerra de mujeres
- 2001 : Las González : Amapola
- 2003 : Engañada : Jennifer Cardenás
- 2003 : Ángel rebelde : Mariela Covarrubias
- 2005 : El amor no tiene precio : Federica "Kika" Mendéz
- 2006 : Mi vida eres tú : Beatriz "Betty" Esparza
- 2007 : Acorralada : Caramelo Vásquez
- 2008 : Tourbillon de passions (Torrente) : Ana Julia Briceño Mendizábal
- 2010 : Pecadora : Bárbara "Barbie" Rivas
- 2010 : Perro amor : Daniela Valdiri
- 2010 : El fantasma de Elena : Corina Santander
- 2012 : Relaciones peligrosas : Ana Conde
- 2013 : Los secretos de Lucía : Bonny Cabello
- 2014 : Reina de corazones : Jacqueline Montoya